# Polymathie
 (septembre 2023).
Cet article possède des paronymes, voir Polymath et polymastie.

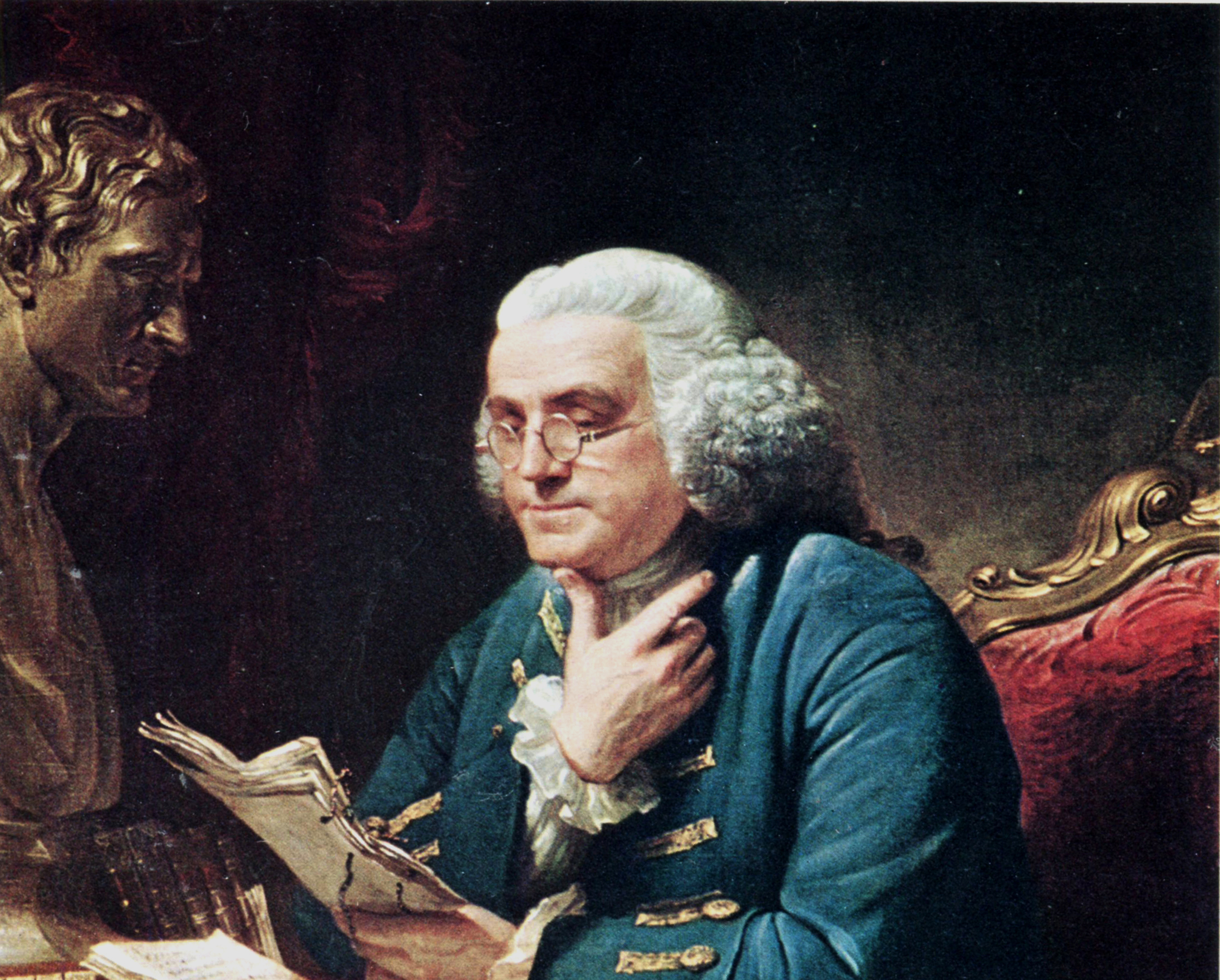
Portrait du polymathe Benjamin Franklin (1706-1790) peint par David Martin en 1767.

La polymathie est la connaissance approfondie d’un grand nombre de sujets différents, en particulier dans le domaine des sciences, de la philosophie et des arts. Le substantif associé est polymathe.

## Terminologie
Le mot vient du grec ancien πολυμαθής / polumathḗs, « qui sait beaucoup, très savant », de πολύ / polú, « beaucoup » et μανθάνω / manthánō, « apprendre ». Il signifie la connaissance approfondie d’un grand nombre de sujets différents, en particulier dans le domaine des arts et des sciences.
Cependant, le terme polymathe est absent de la plupart des grands dictionnaires. On le retrouve uniquement dans le Littré (2e édition) et dans le Dictionnaire de Trévoux. Les dérivés polymathie et polymathique sont présents dans la 8e édition du Dictionnaire de l'Académie française et dans le Trésor de la langue française informatisé (TLFi).
Il existe en grec un synonyme : πολυΐστωρ / poluḯstōr, « très savant », emprunté dans plusieurs langues dont le latin, l'anglais, le tchèque sous la forme polyhistor et l'allemand sous la forme Polyhistor.

## Quelques polymathes parmi les plus connus
- Pythagore (-580 – -495)
- Démocrite (-460 – -370)
- Hippias d'Élis (-443 – -343)
- Xénophon (-430 – -362)
- Aristote (-384 – -322)
- Archimède (v.  -287 – -212)
- Claude Ptolémée (v.  100 – 168)
- Hypatie (355/370 – 415)
- Isidore de Séville (v.  560-570 – 636)
- Sylvestre II (v.  945-950 – 1003)
- Al-Biruni (973 – v.  1050)
- Avicenne (Ibn Sina) (980 – 1037)
- Shen Kuo (1031 – 1095)
- Omar Khayyam (1048 – 1131)
- Hildegarde de Bingen (1098 –  1179)
- Averroès (1126 – 1198)
- Vincent de Beauvais (1184/1194 – 1264)
- Nicole Oresme (v.  1320-1322 – 1382)
- Ali Quchtchi (1403 – 1474)
- Leon Battista Alberti (1404 – 1472)
- Léonard de Vinci (1452 – 1519)[4]
- Jean Pic de la Mirandole (1463 – 1494)
- Copernic (1473 – 1543)
- Michel-Ange (1475 – 1564)
- Matrakçı Nasuh (1480 – v.  1564)
- Fausto Veranzio (v.  1551 – 1617)
- Francis Bacon (1561 – 1626)
- Nicolas-Claude Fabri de Peiresc (1580 – 1637)
- Marin Mersenne (1588 – 1648)
- René Descartes (1596 – 1650)[4]
- Samuel Hartlib (v.  1600 – 1662)
- Gabriel Naudé (1600 – 1653)
- Athanasius Kircher (1601 – 1680)
- Hermann Conring (1606-1681)
- Katip Çelebi (1609 – 1657)
- Pierre de Fermat (1610 – 1665)
- Blaise Pascal (1623 – 1662)
- William Petty (1623 – 1687)
- Robert Hooke (1635 – 1703)
- Isaac Newton (1643 – 1727)
- Gottfried Wilhelm Leibniz (1646 – 1716)
- Emanuel Swedenborg (1688 – 1772)
- Benjamin Franklin (1706 – 1790)[4]
- Raimondo di Sangro (1710 – 1771)
- Mikhaïl Lomonossov (1711 – 1765)
- Jean-Jacques Rousseau (1712 – 1778)
- Jean-Philippe Baratier (1721 – 1740)
- Nicolas de Condorcet (1743 – 1794)
- Johann Wolfgang von Goethe (1749 – 1832)
- Thomas Young (1773 – 1829)
- Richard Francis Burton (1821 – 1890)
- Francis Galton (1822 – 1911)
- Jean-Henri Fabre (1823 – 1915)
- Thomas Edison (1847 – 1931)
- Henri Poincaré (1854 – 1912)
- Théodore Reinach (1860 – 1928)
- Léon Lamouche (1860 – 1945)
- Rabindranath Tagore (1861 – 1941)
- Bertrand Russell (1872 – 1970)
- William James Sidis (1898 – 1944)
- Theodore Stephanides (1896 – 1983)
- John von Neumann (1903 – 1957)

## Dans la fiction

### Littérature
- De nombreux personnages des romans de Jules Verne, comme Michel Ardan dans De la Terre à la Lune (1865) ou Cyrus Smith dans L'Île mystérieuse (1875), sont polymathes.
- Dans l'univers de Sherlock Holmes de l'écrivain Arthur Conan Doyle, Sherlock et son frère Mycroft excellent et disposent de savoirs approfondis dans de nombreux domaines tels que la déduction, la chimie, la musique, la médecine, les arts martiaux.
- Dans le roman Dune (1965) et ses suites de Frank Herbert, le concept de mentat est cousin de celui de polymathe ; un mentat ressemble davantage à une machine à calculer humaine car dans ce monde de science-fiction le recours aux machines est frappé d'un tabou religieux.
- Dans Polymath (1974) de John Brunner, la survie d'un équipage qui s'est écasé sur une planète inconnue dépend des connaissances d'un jeune polymathe[5].
- Dans la trilogie Midnighters (2004-2006) de Scott Westerfeld, les polymathes sont des personnes maîtrisant les mathématiques à la perfection.

### Théâtre
- Polymathe est un personnage de la pièce Le Faux Savant (1728) de Jacques Du Vaure.

### Cinéma
- Dans le film d’animation Yellow Submarine (1968) de George Dunning, le personnage excentrique de Jeremy Hillary Boob (en) est présenté comme une parodie de polymathe ; il est à la fois titulaire d’un doctorat, sculpteur, peintre, pianiste, biologiste, dentiste, botaniste, écrivain, et critique littéraire de son propre livre.[réf. nécessaire]

- L'univers cinématographique Marvel présente de nombreuses figure polymathes, notamment Tony Stark, Bruce Banner, Hank Pym ou encore Red Richards.

### Télévision
- Dans la série télévisée Fringe, Walter Bishop et son fils, Peter Bishop, sont des polymathes maîtrisant de vastes domaines scientifiques et parlant plusieurs langues.
- Dans la série Esprits criminels, Spencer Reid est un polymathe possédant des doctorats en chimie, mathématiques et ingénierie, diplômé en psychologie et en sociologie et suivant des cours de philosophie.

### Bande dessinée
- Dans l'univers Marvel de Marvel Comics, les personnages du Docteur Fatalis, Mr Fantastic et Finesse (en) sont polymathes.
- Dans l'univers DC de DC Comics, Bruce Wayne/Batman et Mister Terrific sont polymathes.